# Chrysiogenes arsenatis
Chrysiogenes arsenatis — вид бактерій, єдиний у своєму типі (відділі) Chrysiogenetes. Цей вид має унікальний стиль життя і метаболізм. Це — анаеробний хемолітоавтотрофний організм, тобто він використовує хімічні засоби для розчинення скель та отримання з них енергії, і не вимагає органічних речовин для існування. У випадку цього організму, він споживає миш'як. Миш'як зазвичай отруйний для живих організмів, але ці організми використовують арсенат, окислену форму миш'яку, як кінцевий акцептор електрона для отримання енергії в процесі так званого «миш'якового дихання».
Як донора електрона використовує ацетат, піруват, D- и L-лактат, фумарат, сукцінат і малат. Являє собою паличкоподібну зкривлену бактерію, рухому за допомогою одного полярного джгутика.
Chrysiogenes arsenatis знаходять в навколишніх середовищах, багатих на миш'як або арсенат, наприклад, заражені миш'яком опади озера Кьор-д'Алене в штаті Айдахо, або в золотоносних шахтах Північної території Австралії. Саме із шахти Ballarat в цьому районі вона і була вперше виділена.